# Moral sexual

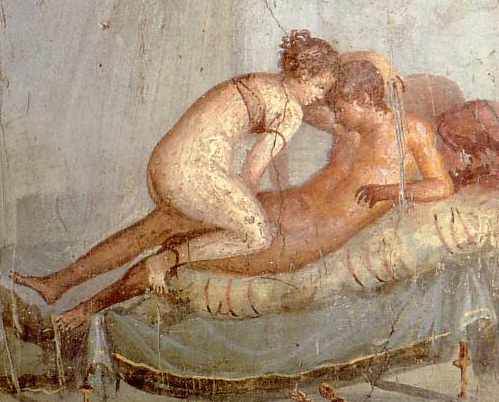
Acto de amor; Detalle del fresco romano del dormitorio (Cubiculum 43) de la Casa del Centenario (IX 8,3) de Pompeya, A. C.

La moral sexual es la moral aplicada a temas de sexualidad. Se encuentra basado en la constante evaluación de las normas y valores sociales propios del comportamiento sexual humano, asociado a una sociedad y época determinada, por lo que puede ir sufriendo modificaciones de acuerdo a los convencionalismos de cada sociedad. Algunos de los temas comúnmente tratados por esta disciplina son la educación sexual, la masturbación, el sexo premarital y extramatrimonial (como el adulterio y por cohabitación), la promiscuidad, la homosexualidad y otras orientaciones sexuales diferentes a la heterosexual, la identidad sexual, la prostitución, la pornografía, entre otros. 

## Concepto
Se identifica con la moral sexual religiosa, dada la estrecha identificación de las religiones desde su origen con un código de conducta, que regula las relaciones afectivo-sexuales y el matrimonio en todas las civilizaciones; pero también existe una moral sexual atea.
La expresión ética sexual es ambigua y puede ser usada como sinónimo de "moral sexual". La Congregación para la Doctrina de la Fe de la Iglesia católica usa el término "ética sexual" en sus recomendaciones a los creyentes.
Bajo un punto de vista legal, en el ordenamiento jurídico de algunos países la moral sexual se encuentra asociada directamente al término de «moral y buenas costumbres», donde se establece o interpreta la legalidad de los distintos actos sexuales.